# Bataille de Blood River
Épisode du Grand Trek
La bataille de Blood River (bataille de la rivière de sang en français, die Slag van Bloedrivier en afrikaans et iMpi yase- Ncome en zoulou) eut lieu le 16 décembre 1838 en Afrique du Sud et opposa les Boers (ou Voortrekkers), commandés par Andries Pretorius, retranchés dans leur laager (cercle défensif constitué de chariots) à l'armée des Zoulous du roi Dingane kaSenzangakhona, commandée par Ndlela kaSompisi. Le combat se déroula sur les rives de la rivière Ncome, un petit affluent du fleuve Buffalo (Mzinyathi), dans le nord de l'actuelle province du KwaZulu-Natal. 

## Contexte
Sous la conduite notamment de Louis Trichardt, Hendrik Potgieter, Gert Maritz et Piet Retief, les Boers avaient commencé à quitter la colonie du Cap en 1835 pour l'intérieur des terres d'Afrique du Sud à bord de leurs chars à bœufs. Le but de cette migration, connue sous le nom de grand Trek, était de fonder des républiques indépendantes. Les émigrants sont appelés voortrekkers.

### Massacre à uMgungundlovu

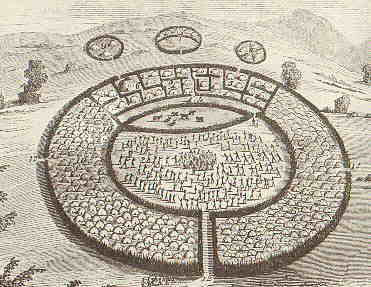
Gravure représentant le kraal du roi zoulou Dingane, uMgungundlovu (vers 1840).

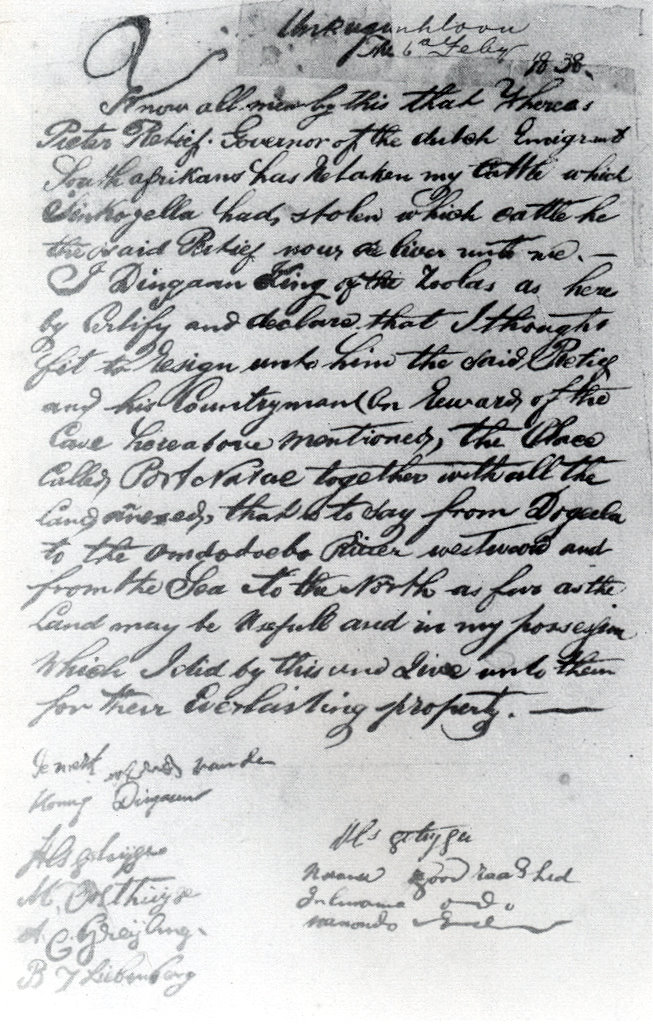
Copie du traité du 4 février 1838 signé par Retief et Dingane.

Le 5 octobre 1837, après avoir franchi la montagne du Drakensberg, Piet Retief se lance dans l'exploration de la région de Port Natal (future Durban), modeste comptoir au bord de l'océan Indien, concédé autrefois par le roi zoulou Shaka à des commerçants britanniques venus s'établir sur la côte du Natal. Il prend contact avec le roi Zoulou Dingane kaSenzangakhona en novembre 1837, lui disant son intention de vivre en paix avec le peuple zoulou et lui propose de négocier un traité foncier permettant l'installation des voortrekkers dans la région de la rivière Tugela. Retief évoque imprudemment à cette occasion les faits d'armes des Voortrekkers, notamment leur victoire lors de la bataille de Vegkop contre le roi Mzilikazi ce qui provoque la méfiance du roi zoulou. Celui-ci fait mine d'accepter le principe du traité bien qu'un contrat écrit, garantissant la propriété privée, n'ait aucune valeur dans la culture orale zoulou qui prescrit qu'un chef ne peut que temporairement distribuer des terres car elles appartiennent à la communauté. Par ailleurs, l'autorité du roi ne s'étend que sur une partie des terres que Retief convoite pour les siens. Comme condition préalable à l'acceptation de la demande des Voortrekkers, Dingane exige que ceux-ci rapportent du bétail volé par Sekonyela, le chef rival des Tlokoas. Il s'agit en fait d'un test permettant de jauger la dangerosité des Boers pour les Zoulous.
En décembre 1837, Retief et ses hommes réussirent à trouver Sekonyela dans les montagnes du Drakensberg et à saisir la plus grande partie du bétail, supposément volé à Dingane, ainsi que des armes à feu.
Retief revint au Natal avec son groupe de voortrekkers, comprenant Gerrit Maritz et Piet Uys. En dépit des avertissements de certains colons déjà présents à Port Natal et de chefs tribaux, il s'installe dans la région de la Tugela le 28 janvier 1838 pensant qu'il pourrait maintenant conclure un accord avec Dingane sur des frontières permanentes de la colonie du Natal. Le 3 février 1838, il ramène à Dingane ledit bétail supposément volé, sans pour autant lui livrer les chevaux et les fusils confisqués à Sekonyela et aux Tlokoa. Il est vraisemblable que le roi zoulou décida alors de planifier l'exécution de Retief et de ses hommes, inquiété par les défaites successives de Mzilikazi et Sekonyela face aux voortrekkers.

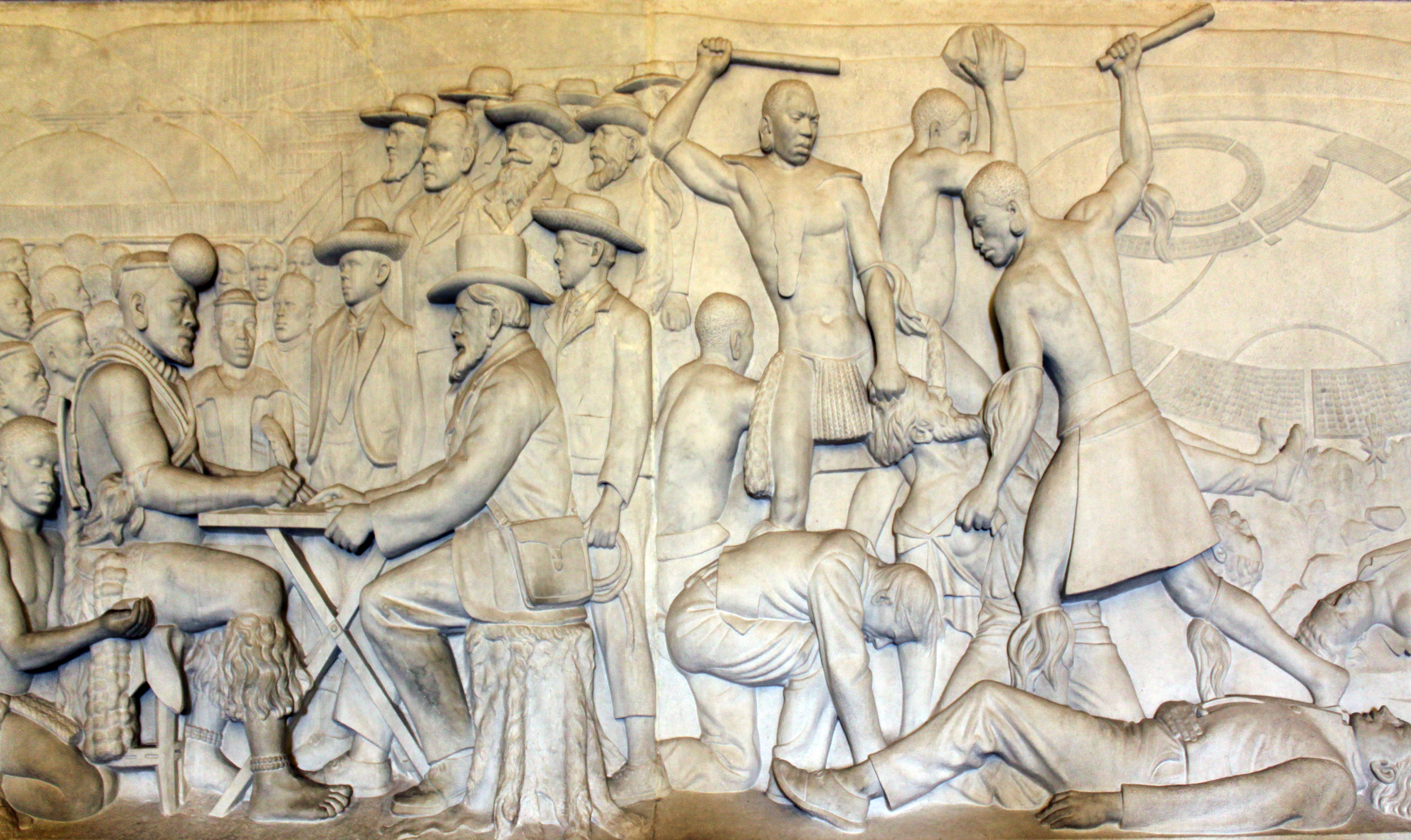
Frise du Voortrekker Monument représentant la signature du traité entre Piet Retief et le roi Dingane puis le massacre de Retief et de ses 70 compagnons sur ordre de Dingane.

L'acte de cession de la région de Tugela-Umzimvubu est signé par Dingane le 6 février 1838. Pour cette occasion, le roi Dingane invite Retief et 70 de ses hommes à son kraal d'uMgungundlovu afin d'établir une relation de confiance entre les deux communautés. Bien accueillis par des danses et mis en confiance, Retief, son fils et leurs compagnons ont accepté d'être désarmés pour participer au banquet au cours duquel sur l'ordre du Roi (Bulalani abathakathi! soit tuer les sorciers), ils sont massacrés jusqu'au dernier ainsi que 30 employés noirs qui les accompagnaient, à coup de pierres et de bâtons, leurs corps empalés et livrés aux charognards sur la colline de Kwa Matiwane où leurs corps sont éventrés selon la coutume zouloue.

Retief est abattu en dernier, son cœur et son foie extraits par les guerriers zoulous, enveloppés dans un linge, et déposés sur le chemin qui menait au camp où femmes et enfants attendaient vainement leur retour.

### Massacre de Weenen et défaites boers

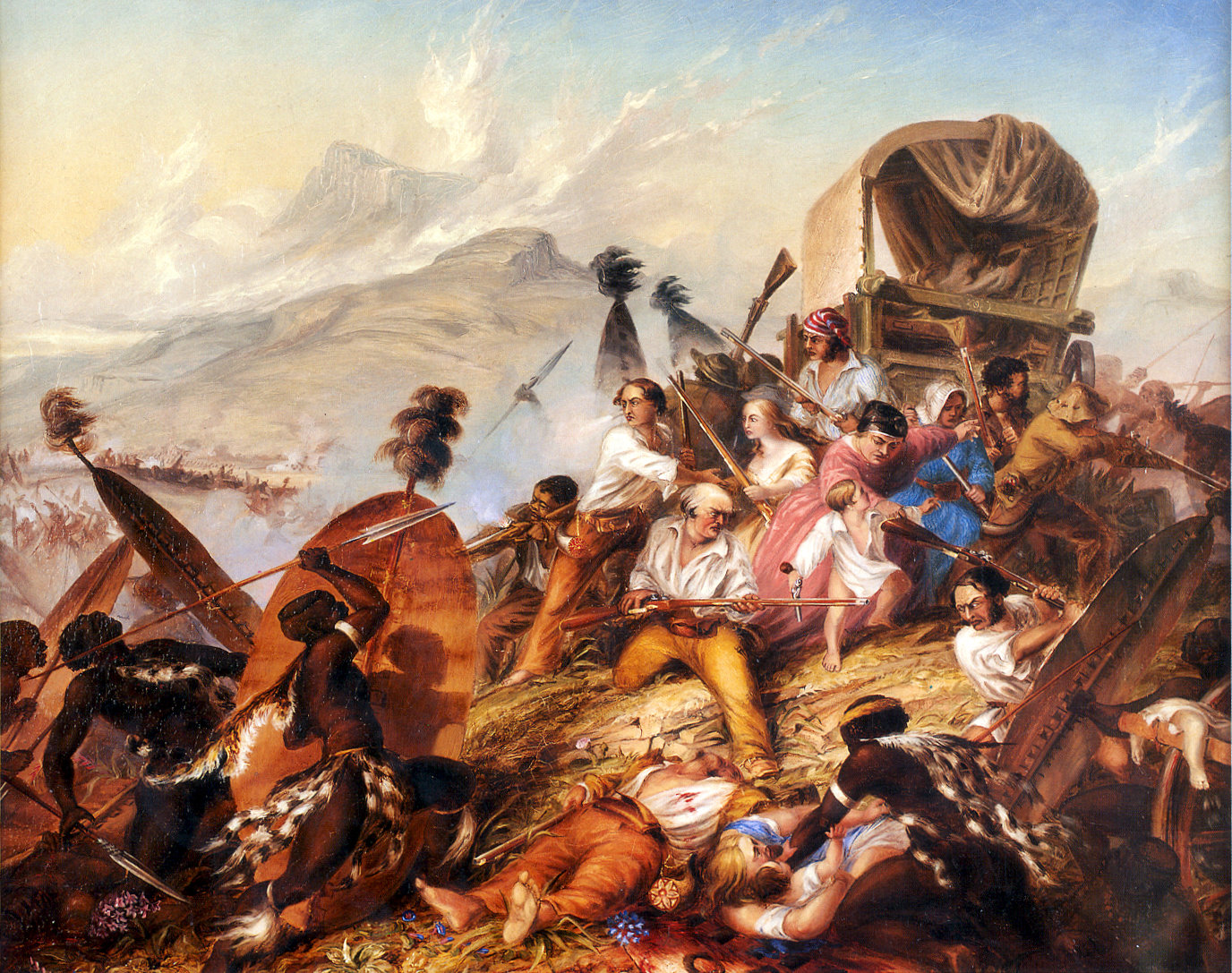
Massacre de Weenen - illustration par Charles Bell.

Dingane donne alors l'ordre d'attaquer les campements boers de la région et de massacrer tous ceux qui s'y trouvaient. 

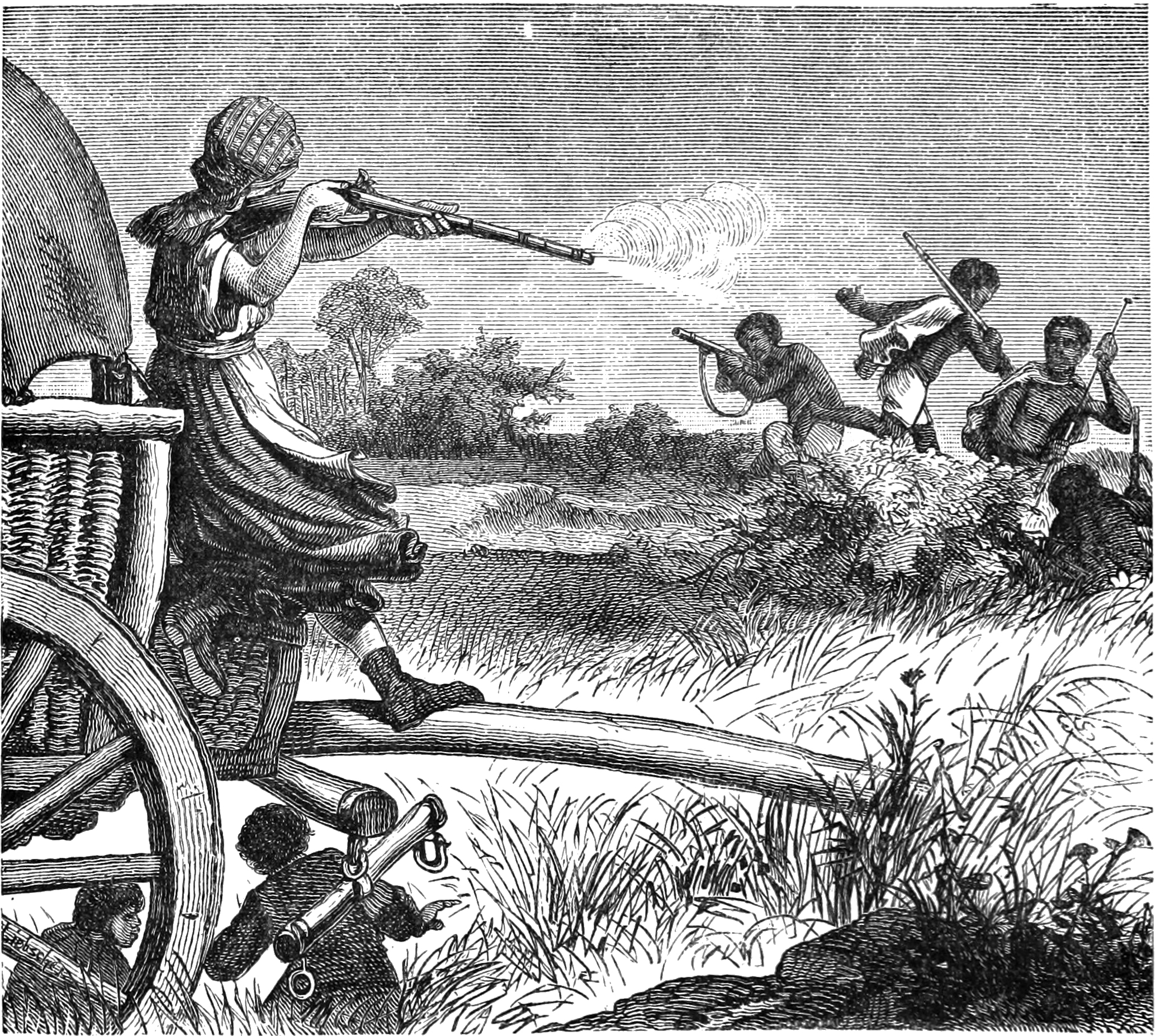
Illustration d'une Boer défendant son chariot face à un assaut.

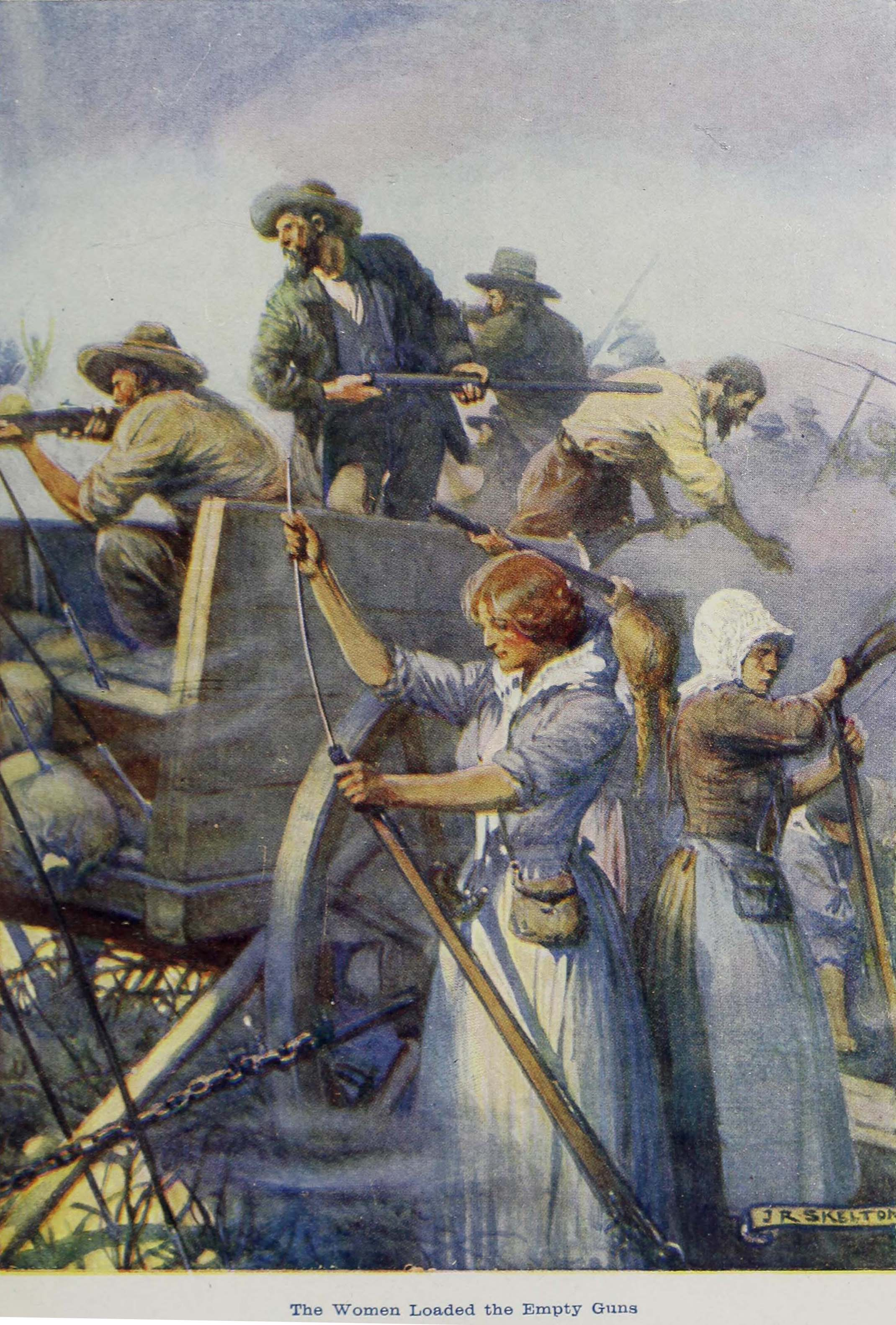
Gravure (1909) représentant les femmes boers rechargeant les fusils derrière les chariots en laager.

Ainsi 7 000 impis sont envoyés pour attaquer les campements Voortrekkers dans les contreforts du Drakensberg à Blaauwkrans et Weenen où 41 hommes, 56 femmes et 185 enfants sont tués, anéantissant la moitié du contingent de Voortrekkers au Natal,. Entre 250 et 252 Khoikhois et Basothos qui accompagnaient les Voortrekkers sont également victimes des impis zoulous ce qui porte les pertes totales à plus de 530 morts. Dès lors, les divers campements voortekkers sont assiégés et seuls ceux qui parviennent à former leurs chariots en laager parviennent à résister.
Soutenus par des renforts venus de Port Natal (des Britanniques et des volontaires noirs), les Voortrekkers, menés par Potgieter et Uys tentent de riposter et de contrattaquer. Le 6 avril 1838, Uys et Potgieter mènent un Kommando de 347 cavaliers contre les régiments zoulous mais ils sont vaincus à la Bataille d'Italeni, au sud-ouest de uMgungundlovu, du fait notable d'une mauvaise coordination des forces boers très indisciplinées. Uys et son jeune fils sont tués lors des combats alors que Gert Maritz meurt de maladie en septembre. 
Hendrik Potgieter, le dernier des chefs boers, décide alors d'abandonner le Natal et part avec ses partisans vers le Transvaal.

### Andries Pretorius, nouveau chef des Voortrekkers
Andries Pretorius, un fermier qui avait quitté Graaff Reinet en octobre 1837 arrive au Natal en novembre 1838. Le 26 novembre 1838, il est élu à la tête de 464 voortrekkers armés et d'un convoi de 64 wagons afin de diriger une riposte contre Dingane. 
Au début décembre 1838, il s'allie au prince Mpande, demi-frère du Roi, qui veut renverser Dingane. La stratégie de Pretorius est d'affaiblir d'abord l'armée de Dingane afin qu'ensuite Mpande et ses partisans investissent le kraal royal et démettent le roi zoulou. Les tentatives précédentes effectuées par Hendrik Potgieter pour pénétrer via la vallée d'Italeni dans UmGungundlovu avaient échoué et entraîné la perte de nombreuses vies de Boers. Il avait notamment été impossible de former les chariots en laager. Les Zoulous commandés par Ndlela kaSompisi avaient ensuite assiégé les voortrekkers à Veglaer mais n'avaient pu réussir à s'infiltrer dans les défenses boers formées de laager. Compte tenu de leurs expériences antérieures, les options tactiques de défense et d'attaque étaient limitées pour les deux camps. Pretorius devait trouver un moyen de faire en sorte que les soldats de Dingane l'attaquent dans une position défensive de laager à un endroit de son choix, loin d'UmGungundlovu et de la vallée d'Italeni.

## Le serment des Voortrekkers
Le 6 décembre 1838, 10 jours avant la bataille de Blood River, Pretorius et son commando  rencontrent leurs alliés zoulous à Danskraal. Il se concerte ensuite avec Sarel Cilliers, le chef spirituel des Voortrekkers au Natal, et d'autres chefs boers sur l'idée de proposer une alliance à Dieu et de construire une église pour lui rendre grâce afin de se placer sous sa protection. L'idée est de donner confiance aux Vootrekkers en vue d'une bataille qui s'annonce décisive. Construire une église dans le contexte est le symbole de l'établissement d'un État sédentaire. Le 7 décembre 1838, Pretorius fait jurer à ses compagnons de consacrer chaque année à Dieu le jour de leur hypothétique victoire sur les armées de Dingane et de bâtir cette église. Chaque soir jusqu'au 15 décembre, ce serment (ou vœu) est réitéré. Chaque jour également, son commando se rapproche lentement et prudemment de la rivière Ncome, formant périodiquement les chariots en laager.

### Paroles du serment
« Mes frères et compatriotes, nous sommes réunis aujourd’hui devant le Dieu du ciel et de la terre, afin de faire une promesse. S’Il se tient à nos côtés, nous protège et nous livre nos ennemis afin que nous puissions triompher d’eux, alors nous faisons le vœu de respecter le jour et la date anniversaire de l’événement comme un jour de sabbat, en Son honneur, et nous ferons en sorte que nos enfants participent à ce jour de souvenir. Si quelqu’un ne devait pas être d’accord avec ce vœu, qu’il s’en retourne chez lui, car la magnificence de Son nom sera honorée dans l’allégresse, et toute la gloire de la victoire lui reviendra ».

## La bataille du 16 décembre 1838

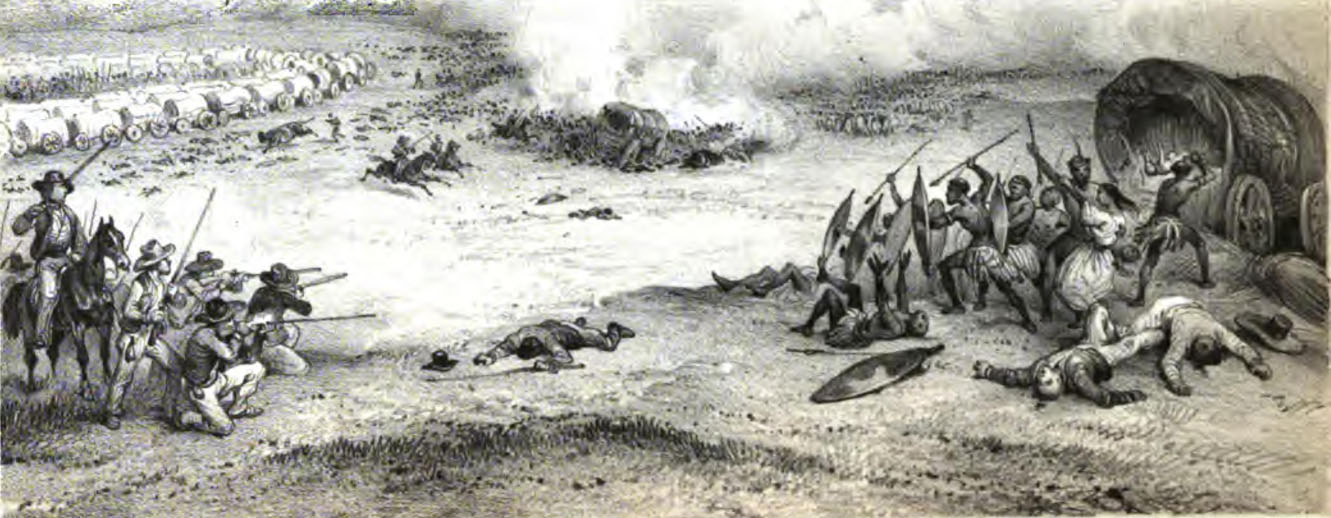
Assaut final de la cavalerie et de l'artillerie Boers contre les impis zoulous.

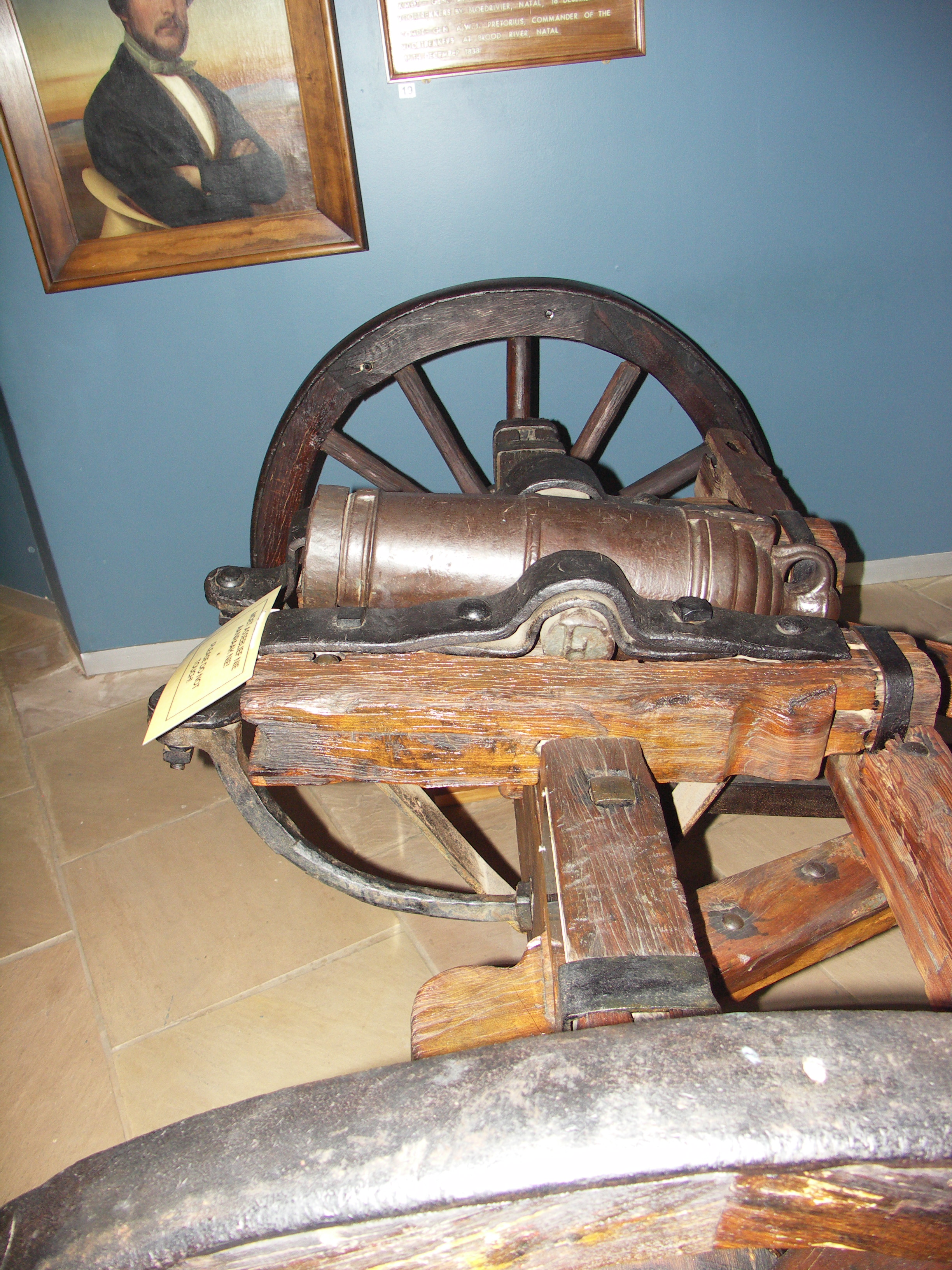
Une des pièces d'artillerie de Pretorius, exposée au Voortrekker Monument.

Le samedi 15 décembre 1838, le convoi de Pretorius traverse la rivière Buffalo. Il est alors à 80 km d'UmGungundlovu. Une patrouille boer de reconnaissance alerte sur la présence d'une importante concentration de guerriers zoulous sur un terrain accidenté. Pretorius estime que c'est un piège et que les Zoulous cherchent à l'attirer dans une zone où il ne pourrait former son laager. Il n'engage pas le combat et établit son laager fortifié sur les rives de la rivière Ncome dans l'espoir d'y attirer le général Ndlela et ses impis. Le site choisi par Pretorius  est situé à quelques mètres d'une ravine profonde de huit mètres débouchant dans une zone large et profonde de la rivière, peuplée d'hippopotames. À l'opposé, le site est largement dégagé et n'offre  aucune protection à d'éventuels assaillants, mais constitue le principal accès praticable. C'est dans cette direction que Pretorius peut concentrer les tirs de sa petite artillerie — il dispose d'au moins deux petits canons à chargement par la bouche —, la position étant protégée de l'autre par un obstacle naturel. 
Le 16 décembre 1838, la confrontation a lieu entre environ 15 000 guerriers zoulous commandés par Ndlela kaSompisi et environ 464 voortrekkers et trois Britanniques accompagnés de 340 alliés ou serviteurs noirs et métis (dont au moins 60 alliés d'un régiment bantou de Port Natal), soit un total d'environ 815 personnes, repliés avec 650 bœufs et 750 chevaux derrière leurs 64 chars à bœufs rangés en un laager d'environ 400 mètres de circonférence. 
Dans la nuit du 15 décembre, six régiments zoulous commandés par le général Dambuza, ont traversé la rivière Ncome et ont commencé à se masser autour du campement. Alors que se dissipe l'épais brouillard qui enveloppe les rives du méandre de la rivière Buffalo, l'attaque débute au lever du soleil, vers 5 heures du matin. En raison de fortes pluies, la rivière Ncome est difficilement franchissable et le sol est boueux. Les régiments de Dambuza sont les premiers à lancer l'assaut mais ils se fracassent sur les tirs défensifs provenant du laager. Les lances courtes des assaillants, adaptées au combat rapproché, ne sont guère efficaces dans ce genre de confrontation. Les guerriers se retrouvent fauchés comme de l'herbe par les tirs des fusils boers.

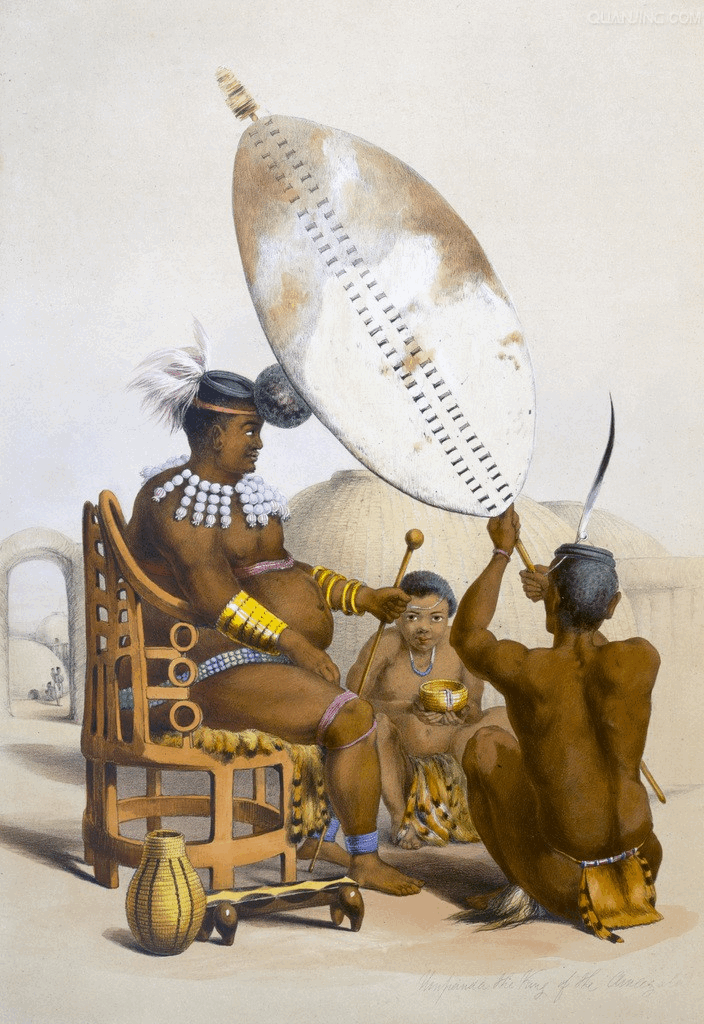
Le prince Mpande.

Le corps principal de l'armée zouloue, composé de 12 000 hommes se lance à son tour à l'assaut mais il est en terrain découvert. Les assauts échouent les uns après les autres, provoquant la confusion et le désordre au sein des forces zouloues. Grâce à la puissance de leurs armes à feu et de leur position de défense au sein du laager, les Boers prennent le dessus. Les serviteurs indigènes s'occupent des chevaux et du bétail, réunis au centre du laager, ou aident à recharger les fusils. Après deux heures de combat et quatre vagues d'attaque, entrecoupées d'accalmies permettant de recharger les armes à feu ou se reposer, Pretorius prend la tête d'un groupe de 160 cavaliers afin d'effectuer une sortie pour une confrontation directe et couper en deux les forces zouloues. Peu avant 11 heures, les généraux zoulous constatent qu'ils ont perdu le contrôle de leurs impis. Les régiments zoulous se dispersent dans la confusion, poursuivis durant trois heures par les cavaliers boers.

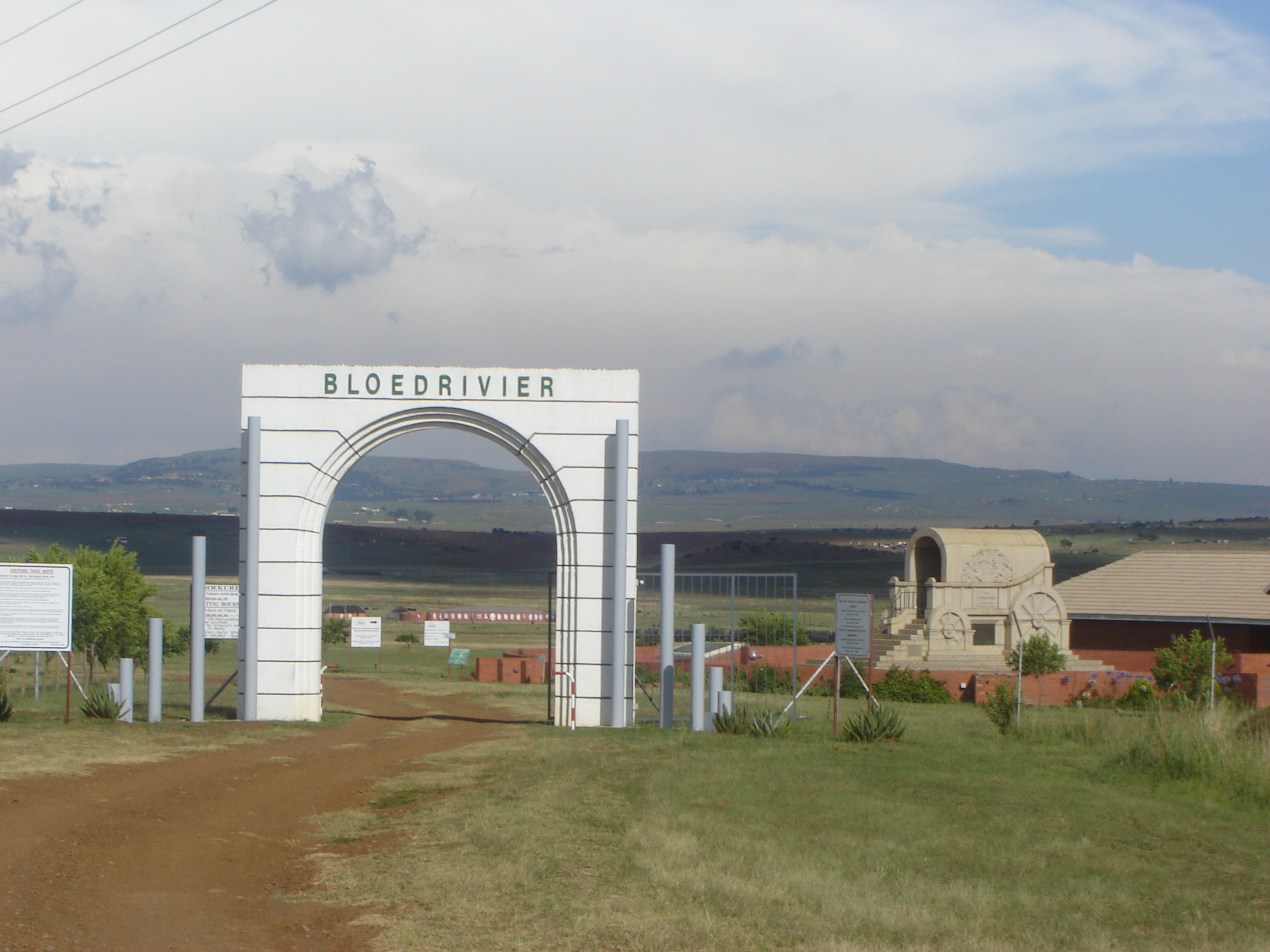
Entrée du musée et mémorial construit au XXe siècle sur le site de la bataille.

La bataille se termine par une véritable hécatombe parmi les Zoulous qui laissent environ 3 000 tués sur le champ de bataille, dont deux princes. Le sang versé colore de rouge la rivière Ncome qui reçoit alors le nom de Blood River (la « rivière de sang »).
Les Boers n’ont que quelques blessés dont Pretorius, atteint à la main gauche par une assegaai (lance zoulou). Quatre jours après la bataille de Blood River, le commando de Pretorius atteint le kraal d'UmGungundlovu pour le trouver déserté et en cendres et Dingane en fuite. Les ossements de Retief et de ses hommes sont alors retrouvés et enterrés. Le traité qu'avait signé Dingane est aussi retrouvé et validé par le prince Mpande.
Le nombre exact de morts zoulous est toujours l'objet de débats entre historiens. Le chiffre de 3 000 tués est globalement repris ou est parfois ramené à 1 000 guerriers tués a minima. Simon MacKenzie (en) estime ainsi que ce chiffre de 3 000 tués semble surévalué si on le compare notamment aux pertes zouloues subies lors des batailles d'Italeni, d'Isandlwana et de Rorke's Drift. Mackenzie suggère que si le décompte de 3 000 tués zoulous n'est pas impossible, il relève que, lors d'un combat similaire, le 15 octobre 1836, entre les voortrekkers commandés par Hendrik Potgieter, et 9 000 Matabele, il n'y avait eu « que » 350 Matabeles tués. En 1879, 600 soldats britanniques équipés de fusils à chargement par la culasse feront par ailleurs 2 000 victimes zouloues, dont peut-être 1 000 tués en trois heures.

## Conséquences

Drapeau de la république de Natalia (1839-1843).

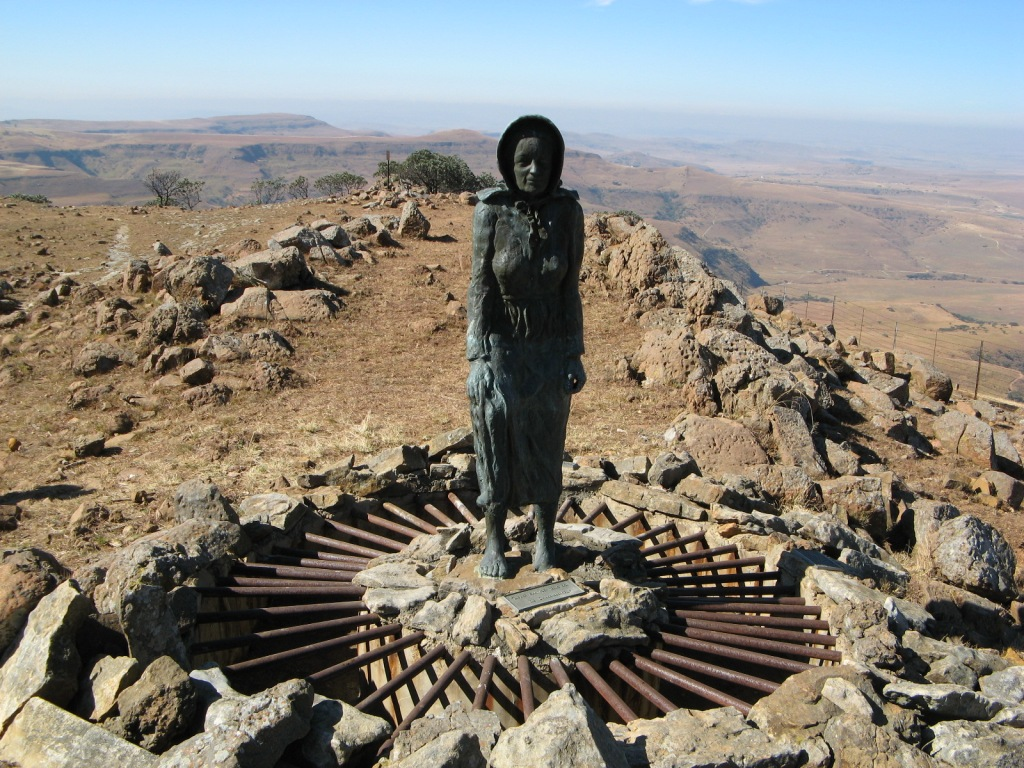
La statue de la femme boer aux pieds nus, située au col Retief, commémore l'opposition irréductible des femmes Voortrekkers à l'annexion britannique de la république de Natalia.

Cette victoire consacre la foi des Boers en leur destin biblique. Cependant, le conflit entre Dingane et les Voortrekkers perdure encore une année. Les Zoulous remportent même quelques victoires, notamment près de la rivière Umfolozi, 11 jours seulement après la bataille de Blood River.
L'année 1839 est marquée par plusieurs escarmouches mais en janvier 1840, les troupes de Mpande avec l'aide des Boers portent le coup de grâce aux derniers régiments de Dingane à la bataille de Maqongqe. Après avoir exécuté Ndela pour haute trahison car il n'a pas su protéger son royaume, Dingane s'enfuit du Natal n'ayant plus de généraux pour reconstituer et mener ses régiments (le général Dambusa ayant été exécuté par Mpande et Pretorius). 
Le couronnement de Mpande comme roi des Zoulous a lieu à Pietermaritzburg, la capitale des Voortrekkers, en présence de Pretorius avec lequel il s'accorde pour que la rivière Tugela soit la frontière entre le Zoulouland et la nouvelle République boer de Natalia.
Natalia est alors la première république établie en Afrique du Sud et compte 6 000 habitants,. Son autorité s'étend sur un vaste territoire qui s'étend jusqu'à la région de Winburg-Potchefstroom, à l'ouest du Drakensberg où se sont installés des voortrekkers. Le siège de Natalia est à Pietermaritzburg, une ville établie à l'hiver 1838 et nommée en hommage à Gerrit Maritz et Piet Retief. 
Cependant, les Britanniques refusent de reconnaître cette république et considèrent les voortrekkers du Natal comme des sujets britanniques placés sous  l'autorité du gouverneur de la colonie du Cap. Dès 1842, un corps expéditionnaire britannique débarque à Port Natal et affronte les Boers. Ces derniers sont contraints de capituler et le 15 juillet 1842, les autorités législatives de Natalia doivent accepter de se placer sous l'autorité britannique. La plupart des Boers du Natal sont outrés par cette décision et certains, surtout ceux des régions les plus éloignées comme celles de Winburg et de Potchefstroom, les voortrekkers les plus pauvres et les plus illettrés, ainsi que les femmes boers, souhaitent poursuivre les hostilités contre les Britanniques. Ils s'en prennent même à Pretorius, partisan de la paix avec les Britanniques. 
Le 12 mai 1843, le gouverneur du Cap proclame l'annexion du Natal à la couronne britannique. Les frontières du Natal sont fixées au Drakensberg au nord et au fleuve Tugela. 
Quelque cinq cents familles voortrekkers de la région quittent alors le Natal, traversent de nouveau le Drakensberg et retournent dans le Haut-Veld pour y créer deux républiques indépendantes : la Zuid-afrikaansche Republiek au Transvaal en 1852 et l'Oranje Vrystaat (État libre d'Orange) en 1854.

## Interprétations et commémorations

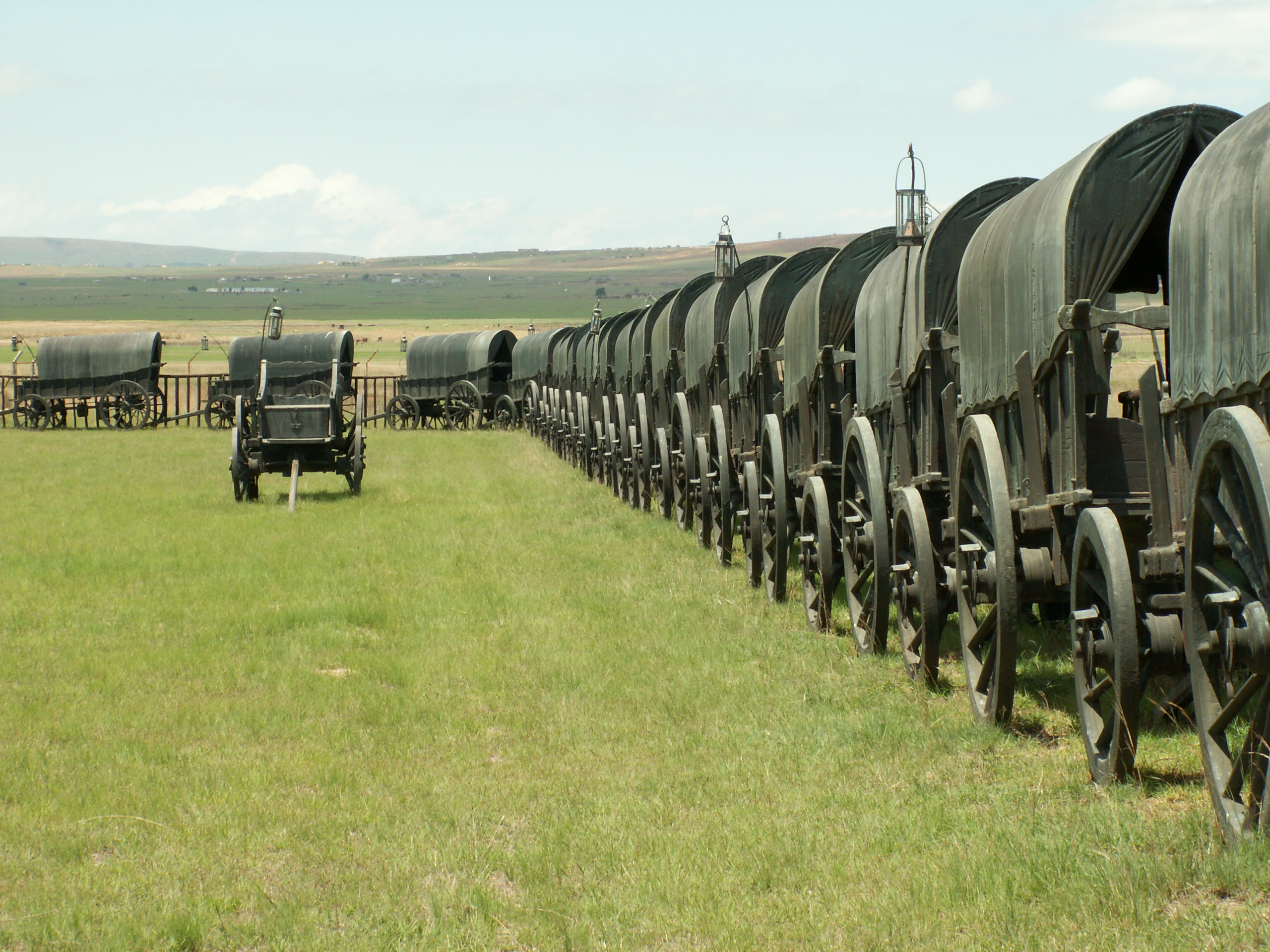
Monument en bronze de Blood-River, représentant les chariots boers dans leur formation du laager.

Les Boers attribuent leur victoire, qu'ils considéraient inespérée, à une intervention divine résultante de leurs prières et interprètent l’issue de la bataille contre les impis de Dingane, comme la « victoire du christianisme sur le barbarisme », soulignant au passage la trahison des Zoulous envers Retief et ses compagnons. La bataille de Blood River deviendra alors dans le roman national des Blancs sud-africains le lieu de naissance du peuple afrikaner (bien que ce ne fût qu'une minorité de voortrekkers qui vint au Natal et participa à la bataille). Selon la mythologie afrikaner, Dieu étant du côté des descendants des vainqueurs, il leur a conféré ainsi le droit de gouverner l’Afrique du Sud en toute liberté et indépendance.
Pour les Zoulous, les Voortrekkers étaient des êtres avides, « voleurs de terres », indignes de confiance. Plusieurs incidents dont l’entrée des Voortrekkers sur des terres qu’ils convoitaient mais qu'ils n’avaient pas encore obtenues étaient notamment pour Dingane la preuve de la perfidie et du non-respect des Boers pour son autorité. 
Une église, appelée « église du Vœu », est érigée à Pietermaritzburg (la capitale de la République de Natalia, qui porte le nom des deux chefs boers Piet Retief et Gert Maritz). Cependant, les Boers du Natal tardent à se rappeler leur promesse de commémoration de leur alliance avec Dieu et leur victoire de Blood River. Dans le premier quart de siècle qui suit la bataille, seule une poignée de boers dont Sarel Cilliers célèbrent cette journée par des actions de grâce. Ni Andries Pretorius, ni le Volksraad de la République de Natalia n'entreprennent le moindre acte commémoratif. 

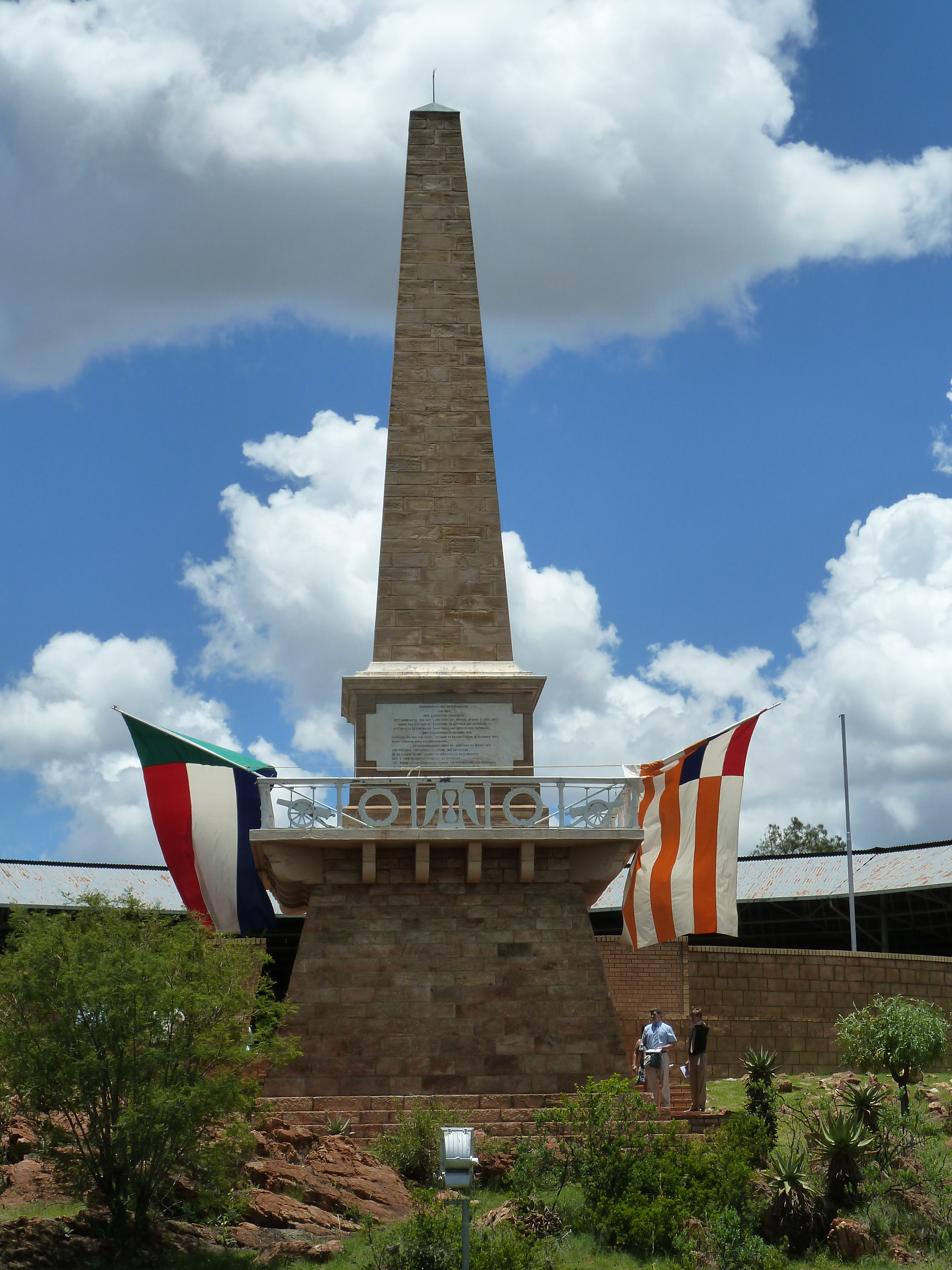
Le Paardekraal Monument.

En 1864, l'Église réformée hollandaise de la colonie du Natal proclame le 16 décembre comme « jour du Remerciement ». En 1865, le 16 décembre est déclaré jour férié au Transvaal. En 1880, la première célébration officielle faisant référence au serment a enfin lieu à Paardekraal où, le 16 décembre, dans le contexte de la première guerre des Boers, ces derniers renouvellent symboliquement « leur alliance » en empilant un cairn de pierres, symbolisant à la fois le passé et le futur, c'est-à-dire « la libération de la domination noire » (la victoire contre les zoulous) et la lutte pour retrouver leur indépendance (contre les Britanniques). 
En 1881, le Transvaal regagne son indépendance. Le 16 décembre devient officiellement le Jour de Dingane célébrant à la fois la victoire contre Dingane mais aussi la victoire contre les Britanniques. En 1894, le gouvernement de l’État libre d’Orange fait à son tour du 16 décembre un jour férié. 
Après la seconde guerre des Boers (1899-1902), le 16 décembre est maintenu comme jour férié dans la colonie du Transvaal et dans celle de l'État libre. En 1910, le gouvernement de la jeune Union sud-africaine en fait un jour férié au niveau national qui devient le jour du vœu en 1952 dans le but de rendre la journée moins offensante pour les peuples noirs d'Afrique du Sud. En 1994, après l'arrivée au pouvoir de Nelson Mandela et d'un gouvernement à majorité noire en Afrique du Sud, le 16 décembre conserve son statut de jour férié national sous le nom de Journée de la réconciliation afin de lui conférer un statut plus national, unitaire et non communautaire.
Un monument est érigé sur le site de la bataille en 1947, représentant un chariot à bœufs en granit, exécuté par le sculpteur Coert Steynberg. En 1971, un laager de 64 chariots à bœufs en bronze est érigé et inauguré le 16 décembre 1972. 
Le 16 décembre 1998, la modernisation du site avec un monument commémorant les guerriers zoulous morts au combat est inauguré par le Ministre des affaires intérieures Mangosuthu Buthelezi.